# Fekete György (közlekedésmérnök)
Fekete György Antal (Törökbecse, 1919. június 7. – 1996. szeptember 1.) Széchenyi-díjas közlekedésmérnök.

## Családja
Apja Fekete László orvos, anyja Makk Ilona, felesége 1951-től Komlósi Vilma Anna (1920–2012), a Balatoni Intéző Bizottság főkönyvelője volt. Fia Fekete György, orvos (1953–), leánya Bognár Andrásné, Fekete Annamária, titkárnő (1960–). Hat unokája van.

## Tanulmányai
A négy elemi osztályt 1925–1929 között Szabadkán, az Állami Reálgimnáziumot 1929–1937 között ugyanott végezte. Közben 1927–1937 között a Szabadkai Zeneiskolában, majd a Konzervatóriumban hegedűszakon végzett, ezt követően magánúton két évi zeneakadémiai anyagot sajátított el. 
A Zágrábi Egyetem Műszaki Fakultásán, az Építőmérnöki Karon 1937 és 1941 között folytatott tanulmányai befejeztével mint Abs.Ing. (végzett mérnök) az akkori József Nádor Műszaki és Gazdaságtudományi Egyetemen néhány különbözeti vizsga, majd az ott és akkor 9 szemeszteres tantervnek megfelelően lehallgatott kilencedik félév után 1943. február 25-én nyerte el az 515. számú mérnöki oklevelet.

## Nyelvismerete
- felsőfokon: angol, francia, horvát, német, orosz, szerb
- passzívan: bolgár, cseh, lengyel, szlovák

## Tudományos fokozatok, egyetemi címek
- Műszaki tudományok kandidátusa No.2847 1964.02.27
- Dr.techn., BME, Budapest No.86. 1964.04.17
- Dr.rer.oec., HfV. Hochschule für Verkehrswesen, Drezda 1965.06.02
- Közlekedéstudomány doktora No.965 1971.02.19
- Vendégdocens (Gastdozent) HfV, Drezda 1966-1968
- Vendégprofesszor (Gastprofessor) HfV Drezda 1969-1971
- Címzetes egyetemi tanár, BME, Okt.Min. 25.624 1977.08.31

## Munkahelyei, főbb tevékenységei
1941–1945 József Nádor Műszaki és Gazdaságtudományi Egyetem Talajmechanikai laboratóriumában óradijas, havidíjas, m. kir. segédmérnökként részt vett többek között a Szeretfalva–Déda-vasútvonal, a Marosvásárhely–Szováta közút építésével, továbbá a budapesti metró tervezésével kapcsolatos talajmechanikai munkákban. Közben 1943. október 1. és 1945. június 14. között katonai szolgálatot teljesített a szentendrei 101. Vasútépítő Ezrednél, hadműveleti területi szolgálattal mint hadapród őrmester.
1945–1960 KPM – Közlekedés- és Postaügyi Minisztérium hajózási Szakosztályán, majd főosztályán s végül az V. főosztállyal egybevont Mahart – Magyar Hajózási Rt. Vezérigazgatóságán az ország kikötőnek, hajóállomásainak és hajójavító-műhelyeinek helyreállítási munkáit mint főépítésvezető irányította. A Budapest-Csepeli Nemzeti és Szabadkikötő távlati fejlesztési terve tervezési irányelveinek kidolgozója, a tervezés koordinálója és irányítója volt. Utóbb a Hajózásfejlesztési és Nemzetközi csoport vezetője. 
1960–1966 Magyarország 1960-ban kapta meg a Duna Bizottságban – mint nemzetközi-kormányközi szervezetben – az első hatéves ún. mandátumra a műszaki igazgatóhelyettesi funkciót, melyet Fekete György töltött be, egyben mint a Műszaki Osztály (nautikai, hidrotechnikai, hidrometeorológiai, statisztikai tevékenységek) vezetője, diplomata státuszban.
1966–1972 A Mahart üzemviteIi vezérigazgató-helyetteseként ellátta a folyami és a balatoni hajózás, valamennyi kikötő és hajóállomás, valamint személykikötő üzemvitelének kereskedelmi és forgalmi tevékenységének az irányítását. Közben szerkesztette az általa megtervezett Magyar Hajózási Statisztikai Kézikönyv, 1945–1968 című kb. ezer oldalas, háromnyelvű statisztikai bázis-mű kiadását. Ezt megelőzően szerzője volt a Mérnöki Kézikönyv 4. kötet B. Kikötők, sólyák, továbbá a D. Víziközlekedés című fejezeteknek. 
1972–1978 Ismét Magyarországot képviselte a Duna Bizottságban, ezúttal misszióvezető diplomataként mint e nemzetközi szervezet igazgatója. Erre az időszakra esik a Duna Bizottság kapcsolatfelvétele számos nemzetközi szervezettel, mint a Rajnai Hajózás Központi Bizottsága (Strasbourg), a KGST – Kölcsönös Gazdasági Segítség Tanácsa (Moszkva), az ILO – International Labour Organization (Genf), az OMI – Organization Maritime Internationale (London), az UN-ECE – United Nations Economic Commission for Europe (Genf), amelyekkel együttműködési megállapodások aláírására is ekkor került sor.
1978–1984 A Duna Bizottságnál töltött újabb hatéves mandátuma alatt hidrotechnikai tanácsosként számos hidrotechnikai kiadványt dolgozott ki, köztük egy, a tagállamok anyagait is feldolgozó, a Duna-víz szennyezésének megelőzésére szolgáló nemzetközi ajánlást, amely jóváhagyásra is került. Ez idő alatt is diplomata státuszban dolgozott.
1984–1990 Ebben a – negyedik – mandátumban Magyarországnak a Duna Bizottságban az adminisztratív igazgatóhelyettesi mandátum jutott, melyet Fekete György töltött be, egyben mint az Adminisztratív Osztály / nemzetközi kapcsolatok, jogi kérdések, adminisztrációs, levelezési és kiadói ügyvezetője és irányítója, diplomata státuszban. Minthogy a Duna Bizottságban töltött mandátumok alatt is a Mahart állományában volt – ún. eszmei fizetéssel – 1990. október 16-án mint vezérigazgató-helyettest nyugdíjazták.
1990–1996 Az MTESZ/KTE Műszaki és Természettudományi Egyesületek Szövetsége / Közlekedéstudományi Egyesület Szakértői Névjegyzékébe bejegyzett szakértőként végzett esetenkénti felkérésre a közlekedés szakterületén szakértői tevékenységet. 

## Párhuzamosan végzett főbb nemzetközi tevékenységei
- UNO-ECAFE – United Nations Orgnanization Economic Commission for Asia and the Far East, Bangkok, Thaiföld, 1962-ben kidolgozta a "Classification of Inland Waterways in Asia and the Far East" cimű ENSZ dokumentumot, melyet a teljes régióban bevezettek.
- A Duna Bizottságban (CD – Commission du Danube) a Magyar Kormány képviselőhelyettese 1966–1972 között.
- UNITAR – United Nations Institute for Training and Research részére társszerzőkkel elkészítette a "Riós y Canales Navegables Internacionales" c. könyvet, New York, USA, 1970
- UNO-UNITAR tanácsadója és választott társelnöke az UTNITAR Szimpoziumon, Buenos Aires, Argentína, 1970
- AIPCN – Association Internationale Permanente des Congres de Navigation, Brüsszel, Belgium. Mint a Duna Bizottság igazgatója, 1972- 1978 között a Szövetség Nemzetközi Bizottságának tagjaként részt vett e Bizottság munkájában és a Kongresszuson (Palermo, Amszterdam, Hamburg, Leningrád)
- UNDP – United Nations Development Programme keretében megtartott Szemináriumon előadást tartott, Budapest, 1975
- WHO – World Health Organization, Conference on Water Quality, Problem of the Danube River nemzetközi konferencia választott társelnöke, Koppenhága, Dánia, 1975
- UNO-CNRET, Centre for Natural Resources, Energy and Transport részére dokumentum kidolgozása "Planning, Operation and Maintenance of Inland Waterways and Inland Water Transport" címmel, New York, 1976–1978
- UNO-ECE-UNDP "Study on the Navigable Waterway between the Danube an the Aegean Sea" c. tanulmány Projekt-koordinátora, Genf, Skopje, Thessaloniki /utóbbi kettőben irodával/ 1979-1980
- CEMT – Conférence Européenne des Ministres des Transports részére tanulmányt készített a "L'avenir des Transports Européens Est-Ouest nemzetközi szemináriumra "Perspectives de développement de Ia navigation fluviale" témakörben és előadott a Párizsban 1990. december 6-7-én megtartott szemináriumon
- OECD – Organization for Economic Co-operation and Development által szervezett "Informal Consultations between Members of the Maritime Transport Committee and Representatives of Central and Eastern European Countries" ülésein részt vett és a készített anyagát előadta, Párizs, 1991. július 4-5.
- INTERLIGHTER – International Shipping Company felkérésére tanulmányt készített "Prognoz frachtovogo rinka na crednyuju perszpektivu prmenitelyno k lihterovoznoj sziszteme" , Budapest, 1992
- ESTI – Association Européenne d'Instituts de Transport, Brüsszel, felkérésére kidolgozta az "Eine europäische Rechtsordnung für die Binnenschiffahrt" c. tanulmányt és előadta a Nürnbergben 1992. április 2-3-án "Güterverkehrsströme in Europa – Horizont 2000 pl elnevezésű nemzetközi szemináriumon
- 6e Conference Mondiale sur la Recherche dans les Transports-CMRT felkérésére tanulmányt készített a Világ-Konferenciára "La liaison Rhin-Main-Danube – Instrument du développement des connexions Est-Quest en Europe" témakörben, arnely elhangzott a Lyonban 1992. június 29 és július 3. között megtartott rendezvényen

## Publikációi
Több mint 300, 11 nyelven 14 országban jelentek meg /A, BG, CH, CS, D, DDR, F, H, I, NL, R, SU, USA, YU/

### Főbb művei
- A magyar hajózás története (Budapest, 1955)
- Az európai transzverzális nagyhajóút (Műszaki Élet, 1957)
- A magyar belvízi hajózás kialakulása és fejlesztésének kérdései – Magyarország szerepe a nemzetközi hajózásban (Közlekedéstudományi Szemle, 1957)
- Duna. et.al. (Budapest, 1957–1958)
- A Budapest–Csepeli Nemzeti és Szabadkikötő múltja, jelene és jövője. Guóth Bélával (Közlekedéstudományi Szemle, 1958)
- A tengerhajózás jelentősége és magyar vonatkozásai (Közlekedéstudományi Szemle, 1959)
- Anwendung von neuen Verfahren im Bau und Betrieb der neuen Schiffe der ungarischen Binnenschiffahrt und Donau-Seeschiffahrt (Wissenschaftliche Zeitschrift der Hochschule für Verkehrswesen, 1960)
- Duna-tengerhajózásunk egyes kérdései (Közlekedéstudományi Szemle, 1961)
- Schiffbau in Ungarn (Schiff und Strom, 1962)
- A víziközlekedés technikája (Korszerű technika fejlődési iránya a közlekedésben. Egy. jegyz. Budapest, 1962)
- A víziútfejlesztési ráfordítások hatékonysága. Kand. értek. (Budapest, 1963, kivonatosan: Vízügyi Közlemények, 1963)
- A vízi közlekedés technikája (A korszerű technika fejlődési irányai a közlekedésben. Szerk. Kádas Kálmán. Budapest, 1964)
- Der ökonomische Nutzen und die Perspektiven der Fluss-Seeschiffahrt (Drezda, 1965)
- A dunai nemzetközi víziút jelentősége a regionális fejlesztés szempontjából, a Dunabizottság tevékenysége tükrében – A belvízi utak összehasonlítása a hordképesség-kihasználás alapján (Városépítés, 1965)
- Néhány műszaki-gazdasági elemzési módszer a Duna-tengerhajózás önköltség- és rentabilitás-számításához (Építés- és Közlekedéstudományi Közlemények, 1966)
- A dunai hajózás kapcsolatai és lehetőségei (Közlekedéstudományi Szemle, 1967)
- A Dunai Konvenció aláírásának huszadik évfordulójára (Közlekedéstudományi Szemle, 1968)
- A konténerforgalom és a hajózás. Széll Imrével (Közlekedéstudományi Szemle, 1969)
- A víziközlekedés fejlesztésének tudományos alapjai (Műszaki Tudomány, 1969)
- Egyes nemzetközi érdekű közlekedési kérdések komplex bemutatása szinkron-optikai modelleken. Doktori értek (Budapest, 1969)
- Magyar hajózási statisztikai kézikönyv. 1945–1968. Főszerk. (Budapest, 1971)
- Az európai transzkontinentális víziutak és a konténerforgalom (Közlekedéstudományi Szemle, 1974)
- A Duna–Majna–Rajna víziút közlekedéspolitikai jelentősége a gazdasági együttműködés területén (Közlekedéstudományi Szemle, 1978)
- A Duna menti államok együttműködése a hajózásban (Közlekedéstudományi Szemle, 1984)
- A dunai hajózás fejlődése a Duna Bizottság statisztikai gyűjteménye tükrében, 1950–1984 (Közlekedéstudományi Szemle, 1987)
- A Duna–Majna–Rajna-víziút megnyitását megelőzően szükséges nemzetközi teendők (Közlekedéstudományi Szemle, 1991)
- „…jó közlekedések nélkül nem is szabad az ember.” (Magyar Tudomány, 1991)
- Az elgondolástól a megvalósulásig. A Duna–Rajna–Majna-víziút (Dunakanyar, 1991)

## Tagságai
- KTE – Közlekedéstudományi Egyesület
- Österreichischer Wasserstrassen- und Schiffahrtsverein, Bécs
- Ugyanennek levelező tagja,
- Gesellschaft der Donaufreunde Ulm, e.V., Ulm
- Ugyanennek tiszteletbeli kapitánya
- Szovjet Kereskedelmi Tengeri Flotta, Moszkva
- Schiffbautechnische Versuchsanstalt, Bécs
- Koninklijke Schippersvereniging Schuttevaer, Rotterdam
- Az MTA Közlekedéstudományi Főbizottság Hajózási Szakbizottságának tagja
- A Gépipari Tudományos Egyesület (GTE) társelnöke.
- A Közlekedési- és Közlekedésépítés-tudományi Egyesület (KKTE) Közlekedési Szakosztályának vezetőségi tagja, a Központi Választmány tagja és a Hajóipari Szakosztály alelnöke

## Kitüntetések, elismerések
- Kikötőink újjáépítője jelvény és oklevél, 1947
- Magyar Népköztársaság Érdemérem Ezüst fokozata, 1950
- Hajózás kiváló dolgozója, 1959
- Szocialista Munkáért Érdemérem, 1959
- Munka Érdemrend Ezüst fokozata, 1962
- Bánky Donát-díj (GTE) 1965
- Népek Barátsága Emlékérem Ezüst fokozata, Berlin, NDK, 1971
- Apáczai Csere János Emlékérem, 1972
- Jáky József-díj, KTE, 1973
- Friedrich List Nagy Emlékérem, Drezda, NDK, 1977
- Széchenyi-plakett, KTE, 1981
- Jáky József-díj, másodszor, KTE, 1989
- Nagy Ezüst Érdemjel a Csillaggal, az Osztrák Köztársaság államfőjétől, Bécs, 1989. április 21.
- A Magyar Népköztársaság Zászlórendje, az államfőtől, Budapest, 1990. június 11.
- Széchenyi-díj, Budapest, 1996. március 15.
- A Duna Bizottság által adományozott „Emlékérem a dunai hajózás fejlesztéséhez való hozzájárulásért”, posztumusz (2008)